# Narawara
Cette page contient des caractères spéciaux ou non latins. S’ils s’affichent mal (▯, ?, etc.), consultez la page d’aide Unicode.
Narawara (birman : နရာဝရ, nəɹàwəɹa̯ ; juillet 1650 – 27 février 1673) fut le onzième roi de la dynastie Taungû de Birmanie (Union du Myanmar). Fils du roi Pindale, il ne régna que onze mois. Il mourut en 1673, à 22 ans, laissant le trône à son jeune frère Minyekyawdin. 